# Édouard Balladur

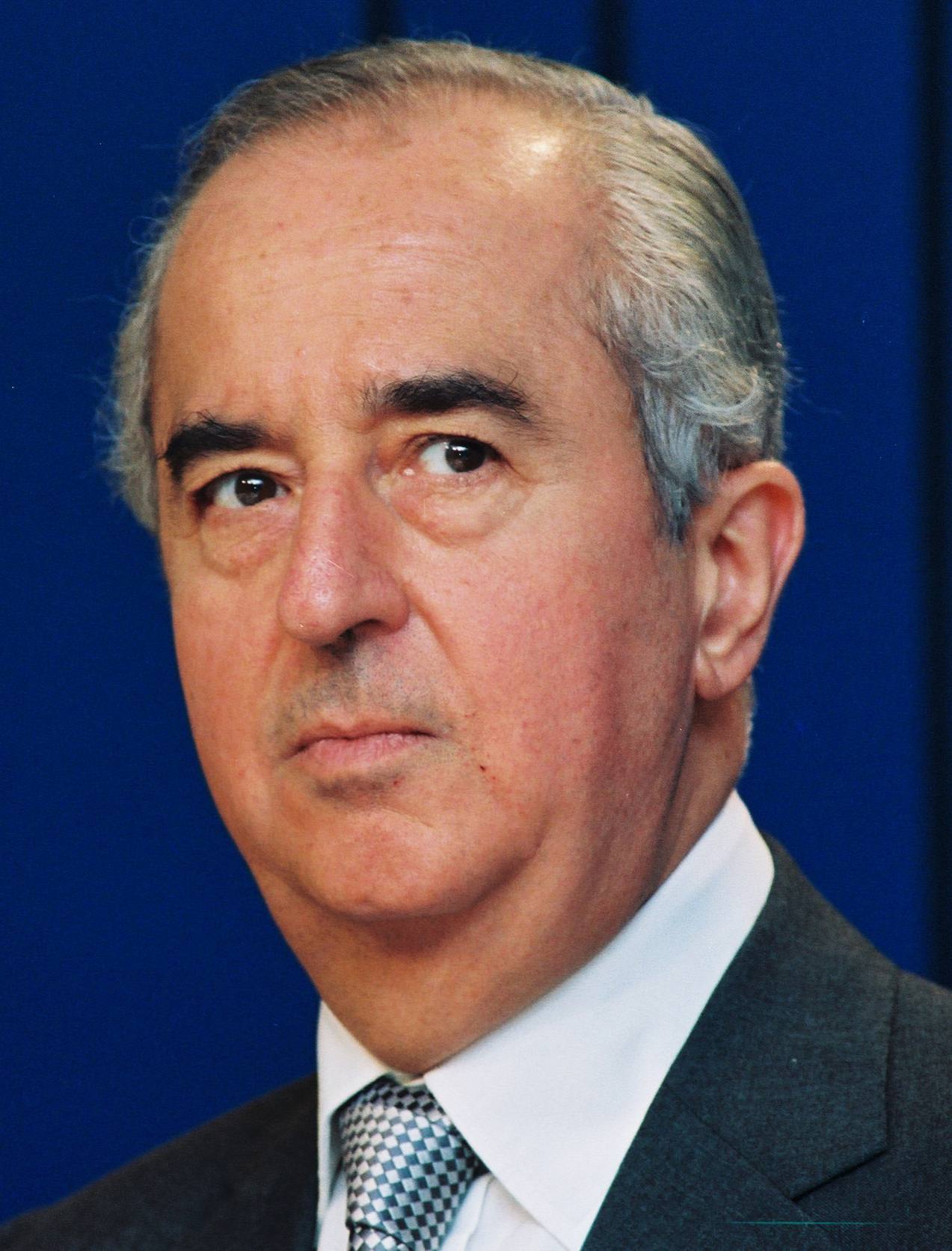
Édouard Balladur (1993)

Édouard Balladur (* 2. Mai 1929 in İzmir, Türkei) ist ein französischer gaullistischer Politiker (RPR, UMP). Er war von 29. März 1993 bis 16. Mai 1995 Premierminister der Französischen Republik.

## Werdegang
Balladur entstammt einer armenischen Bankiers- und Händlerfamilie aus dem osmanischen İzmir.
1935 bezog die Familie Balladur mit ihren fünf Kindern eine Wohnung auf dem Boulevard Chave in Marseille. Trotz gewisser Einschränkungen im Vergleich zu ihrer Situation in İzmir lebte die Familie in gutbürgerlichen Verhältnissen. Mit 6 Jahren wurde Balladur in eine Einrichtung der Diözese Jean-Baptiste-de-la-Salle aufgenommen, daran anschließend 1942 in das Thiers-Gymnasium. Balladur blieb später der Provence stets sehr verbunden.
Zunächst wollte Balladur Arzt werden, entschied sich dann aber für ein Jura-Studium. Er besuchte zwei Elitehochschulen. Zunächst studierte er am Institut d’études politiques in Paris, mit öffentlichen Dienstleistungen als Schwerpunkt. 1950 nahm er sein Abschlussdiplom in Empfang. Einige Zeit hinderte ihn eine Tuberkulose an der Fortführung seiner Studien, aber nach seiner Heilung 1955 nahm er diese wieder auf, diesmal an der Verwaltungshochschule ENA in Straßburg, Jahrgang 1957, Abschlussklasse „France-Afrique“. Schon während des Studiums bildete er mit Jacques Monod, Pierre Verbrugghe, einem ehemaligen Polizeipräfekten von Paris, Jacques Calvet, ehemaliger Vorstandsvorsitzender von Peugeot, und Jean Dromer, ehemaliger Vorstandsvorsitzender von Louis Vuitton, eine kleine Arbeitsgruppe. Nach seinem ersten Jahr absolvierte er das obligatorische Praktikum in der Präfektur des Départements Charente. Seine Zwischenarbeit behandelt noch das Thema des Gesetzes von Barangé und der Bautätigkeiten für den schulischen Bereich, doch im zweiten Jahr widmete er sich dem sozialen Bereich.

### Berufliche Karriere
Nach dem Abschluss an der ENA war Balladur zunächst Beamter beim Conseil d’État. Er wurde 1962 Berater des Generaldirektors der öffentlich-rechtlichen Rundfunkanstalt Radiodiffusion-Télévision Française (RTF). 1964 wechselte er ins Kabinett des Premierministers Georges Pompidou. 1967 wurde er in den Aufsichtsrat der RTF-Nachfolgeorganisation ORTF aufgenommen, ein Jahr später in den des nationalen Forstamtes und er wurde Präsident der Gesellschaft zum Bau und zur Nutzung des Mont-Blanc-Tunnels (bis 1980). Nach den heftigen Unruhen im Mai 1968 stand er Pompidou als Berater beim Abkommen von Grenelle zur Seite. Als dieser im gleichen Jahr die Präsidentschaftswahl für sich entschied, ernannte er Balladur zunächst zum stellvertretenden Generalsekretär und 1973 zum Generalsekretär im Präsidialamt (Élysée-Palast). Damit kam Balladur die Aufgabe zu, die Präsidialverwaltung während der Krankheit des Präsidenten zu führen, die schließlich im April 1974 zum Tod Pompidous führte.
Nach der Wahl von Valéry Giscard d’Estaing zum Staatspräsidenten, kehrte Balladur 1974 in den Staatsrat zurück. 1977 übernahm er die Leitung von Générale de service informatique (GSI), die für Informatikdienste verantwortlich ist, einer Tochter des Energiekonzerns Compagnie Générale d’Électricité (CGE; später Alcatel). 1980 übernahm er den Vorstand einer anderen Tochter der Unternehmensgruppe: des Batterieherstellers CEAC (Compagnie Européenne d’Accumulateurs; später von Exide übernommen).

### Politische Karriere
Im März 1986 kandidierte er für die Partei RPR und wurde zum Abgeordneten von Paris gewählt. Jacques Chirac, der Vorsitzende der RPR und Premierminister der ersten Cohabitation, ernannte ihn zum Wirtschafts- und Finanzminister, zuständig auch für Privatisierungen, im Rang eines Ministre d’État (Stellvertreter des Premierministers). Den Posten verließ Balladur im Mai 1988, als Chirac mit seinem gesamten Kabinett aufgrund der Wiederwahl des sozialistischen Staatspräsidenten François Mitterrand zurücktrat. Anschließend gehörte Balladur als Abgeordneter des 12. Wahlkreises von Paris der Opposition in der Nationalversammlung an.
Nach dem Erdrutschsieg der Mitte-rechts-Parteien bei der Parlamentswahl 1993 schloss er mit Chirac ein Abkommen und wurde Premierminister, im Gegenzug bereitete sich Chirac auf die Präsidentschaftswahl 1995 vor. Da Balladurs Popularität im Amt stieg, hielt er sich aber nicht an die Abmachung, sondern ließ sich neben Chirac ebenfalls als Kandidat für die Präsidentschaftswahl aufstellen. Er wurde dabei von einem Teil der führenden Mitglieder des RPR unterstützt, den sogenannten balladuriens, darunter von François Fillon und Nicolas Sarkozy. Chirac betrachtete dies als Verrat. Zudem unterstützte ein Großteil der Mitglieder der üblicherweise mit dem RPR verbündeten Mitte-rechts-Partei UDF – die selbst keinen eigenen Kandidaten aufstellte – Balladur (es gab aber auch in der UDF Chirac-Unterstützer).
Letztlich kam Balladur mit 18,6 Prozent im ersten Wahlgang nur auf den dritten Platz hinter Lionel Jospin von den Sozialisten und Jacques Chirac, der die Stichwahl gewann und Präsident wurde. Als Balladur am Abend des ersten Wahlgangs seine Niederlage gegenüber Jospin und Chirac einräumte, kamen von manchen seiner Anhänger Pfiffe und Buhrufe, die er mit den ernsten Worten « Je vous demande de vous arrêter ! » („Ich fordere Sie auf, zu schweigen“) unterbrach. Dieser Ausspruch wurde in Frankreich zum geflügelten Wort. Balladur räumte seinen Posten als Premierminister am 17. Mai 1995, dem Tag von Chiracs Amtsantritt als Staatspräsident, der seinen Vertrauten Alain Juppé zum neuen Regierungschef ernannte. Balladur nahm danach wieder sein Abgeordnetenmandat wahr.
Bei der Regionalwahl 1998 in der Île-de-France war Balladur Spitzenkandidat der Mitte-rechts-Liste (RPR, UDF und Verbündete), die jedoch dem linken Lager unterlag. Bei der Kandidatenfindung im Vorfeld der Pariser Bürgermeisterwahl 2001 setzte sich sein innerparteilicher Konkurrent Philippe Séguin durch. Auch in der XII. Legislaturperiode (2002–2007) war Balladur Mitglied der Nationalversammlung für den 12. Wahlbezirk von Paris; diesmal als Mitglied der RPR-Nachfolgepartei UMP. Er unterlag bei der Wahl zum Präsidenten der Nationalversammlung seinem Parteikollegen Jean-Louis Debré. Balladur übernahm aber den Vorsitz im Ausschuss für auswärtige Angelegenheiten (Commission des affaires étrangères).
Balladurs Präsidentschaftskampagne 1995 wurde zum Teil aus Kick-back-Zahlungen beim Verkauf von Fregatten an Saudi-Arabien und U-Booten an Pakistan finanziert (Karatschi-Affäre). Balladurs damaliger Büroleiter Nicolas Bazire und der UDF-Politiker Renaud Donnedieu de Vabres, damals hoher Beamter im Verteidigungsministerium, wurden dafür 25 Jahre später zu mehrjährigen Gefängnisstrafen verurteilt. Balladur selbst wurde – neben dem früheren Verteidigungsminister und UDF-Vorsitzenden François Léotard – im Januar 2021 vor dem Gerichtshof der Republik (Cour de justice de la République) angeklagt, der für Amtsvergehen von Regierungsmitgliedern zuständig ist. Während Léotard verurteilt wurde, sprach der Gerichtshof Balladur frei.

## Regierungsfunktionen
- 1986–1988: Staatsminister, Minister für Wirtschaft, Finanzen und Privatisierung
- 1993–1995: Premierminister

## Politische Mandate
- Mitglied des Stadtrates von Paris (seit 1989)
- Mitglied des Regionalrates von Île-de-France (1998)
- Abgeordneter der Nationalversammlung (1988–1993, 1995–2007)

## Auszeichnungen
- 1972: Großes Goldenes Ehrenzeichen mit dem Stern für Verdienste um die Republik Österreich[4]
- 1973: Großkreuz des Verdienstordens der Italienischen Republik
- 2005: Großkreuz des Verdienstordens der Republik Polen

## Werke
- Der Maibaum (1979)
- Ich glaube stärker an den Menschen als an den Staat (1987)
- Leidenschaft und Dauerhaftigkeit (1989)
- Zwölf Briefe an zu ruhige Franzosen (1990)
- Wege und Überzeugungen (1992)
- Wörterbuch der Reform (1992)